# Charles Douglas, III duca di Queensberry
Charles Douglas, III duca di Queensberry (Edimburgo, 24 novembre 1698 – 22 ottobre 1778) è stato un politico scozzese.

## Biografia
Charles Douglas era il figlio più giovane di James Douglas, II duca di Queensberry, I duca di Dover, e di sua moglie Mary Boyle, figlia di Charles Boyle, III visconte Dungarvan. Il 17 giugno 1706 Charles era ancora un bambino quando venne creato di diritto Lord Douglas di Lockerbie, Dalveen e Thornhill, Visconte di Tiberris e Conte di Solway, titoli che si estinsero tutti alla sua morte. Nel 1711 egli succedette al padre come duca di Wueensberry, grazie al novodamus che escluse suo fratello maggiore James Douglas dalla successione al ducato a causa della sua pazzia, ma che gli concedeva il marchesato con lo stesso nome.
Il 10 marzo 1720 egli sposò lady Catherine Hyde, figlia di Henry Hyde, IV conte di Clarendon, ma la coppia non ebbe figli che raggiunsero la maggiore età.
Nel 1728 il duca di Queensberry prese a cuore la causa di John Gay quando gli venne rifiutata la licenza per la sua opera Polly. Egli entrò in discussione con Giorgio II e diede le proprie dimissioni quello stesso anno dalla carica di Consigliere Privato del monarca a cui era giunto. Egli divenne nel governatore del Foundling Hospital, creato nel 1739 e venne nominato Keeper of the Great Seal of Scotland nel 1761, oltre ad ottenere il titolo di Lord Justice General dal 1763 sino alla sua morte nel 1778.
Massone, fu membro della Prima gran loggia d'Inghilterra.

## Ascendenza
|                                          |                                      |                                        | Genitori                              |  |  | Nonni |  |  | Bisnonni                               |  |  | Trisnonni                               |  |
|                                          |                                      |                                        |                                       |  |  |       |  |  | James Douglas, II conte di Queensberry |  |  | William Douglas, I conte di Queensberry |  |
|                                          |                                      |                                        |                                       |  |  |       |  |  | James Douglas, II conte di Queensberry |  |  | William Douglas, I conte di Queensberry |  |
|                                          |                                      | Isabel Kerr                            |                                       |  |  |       |  |  | James Douglas, II conte di Queensberry |  |  |                                         |  |
| William Douglas, I duca di Queensberry   |                                      |                                        |                                       |  |  |       |  |  | James Douglas, II conte di Queensberry |  |  |                                         |  |
|                                          |                                      | Margaret Stewart                       | John Stewart, I conte di Traquair     |  |  |       |  |  |                                        |  |  |                                         |  |
|                                          |                                      | Margaret Stewart                       | John Stewart, I conte di Traquair     |  |  |       |  |  |                                        |  |  |                                         |  |
|                                          |                                      | Margaret Stewart                       | Catherine Carnegie                    |  |  |       |  |  |                                        |  |  |                                         |  |
| James Douglas, II duca di Queensberry    |                                      | Margaret Stewart                       |                                       |  |  |       |  |  |                                        |  |  |                                         |  |
|                                          |                                      | William Douglas, I marchese di Douglas | William Douglas, X conte di Angus     |  |  |       |  |  |                                        |  |  |                                         |  |
|                                          |                                      | William Douglas, I marchese di Douglas | William Douglas, X conte di Angus     |  |  |       |  |  |                                        |  |  |                                         |  |
|                                          |                                      | William Douglas, I marchese di Douglas | Elizabeth Oliphant                    |  |  |       |  |  |                                        |  |  |                                         |  |
| Isabel Douglas                           |                                      | William Douglas, I marchese di Douglas |                                       |  |  |       |  |  |                                        |  |  |                                         |  |
|                                          |                                      | Mary Gordon                            | George Gordon, I marchese di Huntly   |  |  |       |  |  |                                        |  |  |                                         |  |
|                                          |                                      | Mary Gordon                            | George Gordon, I marchese di Huntly   |  |  |       |  |  |                                        |  |  |                                         |  |
|                                          |                                      | Mary Gordon                            | Henrietta Stewart                     |  |  |       |  |  |                                        |  |  |                                         |  |
| Charles Douglas, III duca di Queensberry |                                      | Mary Gordon                            |                                       |  |  |       |  |  |                                        |  |  |                                         |  |
|                                          | Richard Boyle, I conte di Burlington | Richard Boyle, I conte di Cork         |                                       |  |  |       |  |  |                                        |  |  |                                         |  |
|                                          | Richard Boyle, I conte di Burlington | Richard Boyle, I conte di Cork         |                                       |  |  |       |  |  |                                        |  |  |                                         |  |
|                                          | Richard Boyle, I conte di Burlington | Catherine Fenton                       |                                       |  |  |       |  |  |                                        |  |  |                                         |  |
| Charles Boyle, III visconte Dungarvan    | Richard Boyle, I conte di Burlington |                                        |                                       |  |  |       |  |  |                                        |  |  |                                         |  |
|                                          |                                      | Elizabeth Clifford                     | Henry Clifford, V conte di Cumberland |  |  |       |  |  |                                        |  |  |                                         |  |
|                                          |                                      | Elizabeth Clifford                     | Henry Clifford, V conte di Cumberland |  |  |       |  |  |                                        |  |  |                                         |  |
|                                          |                                      | Elizabeth Clifford                     | Frances Cecil                         |  |  |       |  |  |                                        |  |  |                                         |  |
| Mary Boyle                               |                                      | Elizabeth Clifford                     |                                       |  |  |       |  |  |                                        |  |  |                                         |  |
|                                          |                                      | William Seymour, II duca di Somerset   | Edward Seymour, visconte Beauchamp    |  |  |       |  |  |                                        |  |  |                                         |  |
|                                          |                                      | William Seymour, II duca di Somerset   | Edward Seymour, visconte Beauchamp    |  |  |       |  |  |                                        |  |  |                                         |  |
|                                          |                                      | William Seymour, II duca di Somerset   | Honora Rogers                         |  |  |       |  |  |                                        |  |  |                                         |  |
| Jane Seymour                             |                                      | William Seymour, II duca di Somerset   |                                       |  |  |       |  |  |                                        |  |  |                                         |  |
|                                          |                                      | Frances Devereux                       | Robert Devereux, II conte d'Essex     |  |  |       |  |  |                                        |  |  |                                         |  |
|                                          |                                      | Frances Devereux                       | Robert Devereux, II conte d'Essex     |  |  |       |  |  |                                        |  |  |                                         |  |
|                                          |                                      | Frances Devereux                       | Frances Walsingham                    |  |  |       |  |  |                                        |  |  |                                         |  |
|                                          |                                      | Frances Devereux                       |                                       |  |  |       |  |  |                                        |  |  |                                         |  |